# Cmentarz wojenny nr 396 – Czulice
Cmentarz wojenny nr 396 – Czulice – austriacki cmentarz wojenny z okresu I wojny światowej wybudowany przez Oddział Grobów Wojennych C. i K. Komendantury Wojskowej w Krakowie i znajdujący się na terenie jego okręgu XI Twierdza Kraków.
Znajduje się w miejscowości Czulice. Jest to kwatera na terenie cmentarza parafialnego.
Pomnik cmentarny wieńczy motyw czapki żołnierskiej leżącej na wiązance z szarotek. Pochowano na nim 6 lub 12 żołnierzy austro-węgierskich.
Cmentarz projektował Hans Mayr.

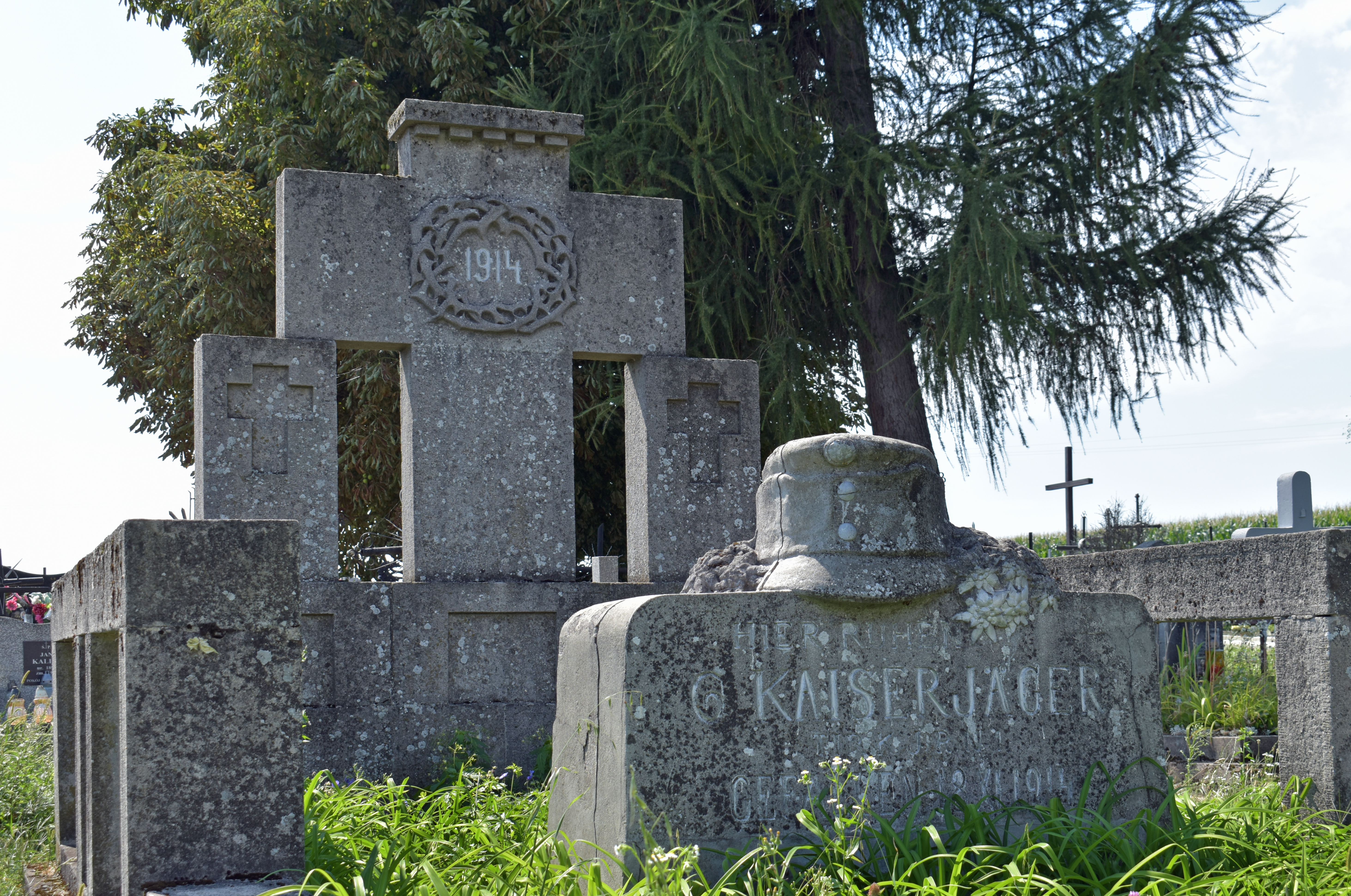
Widok ogólny, pomnik.
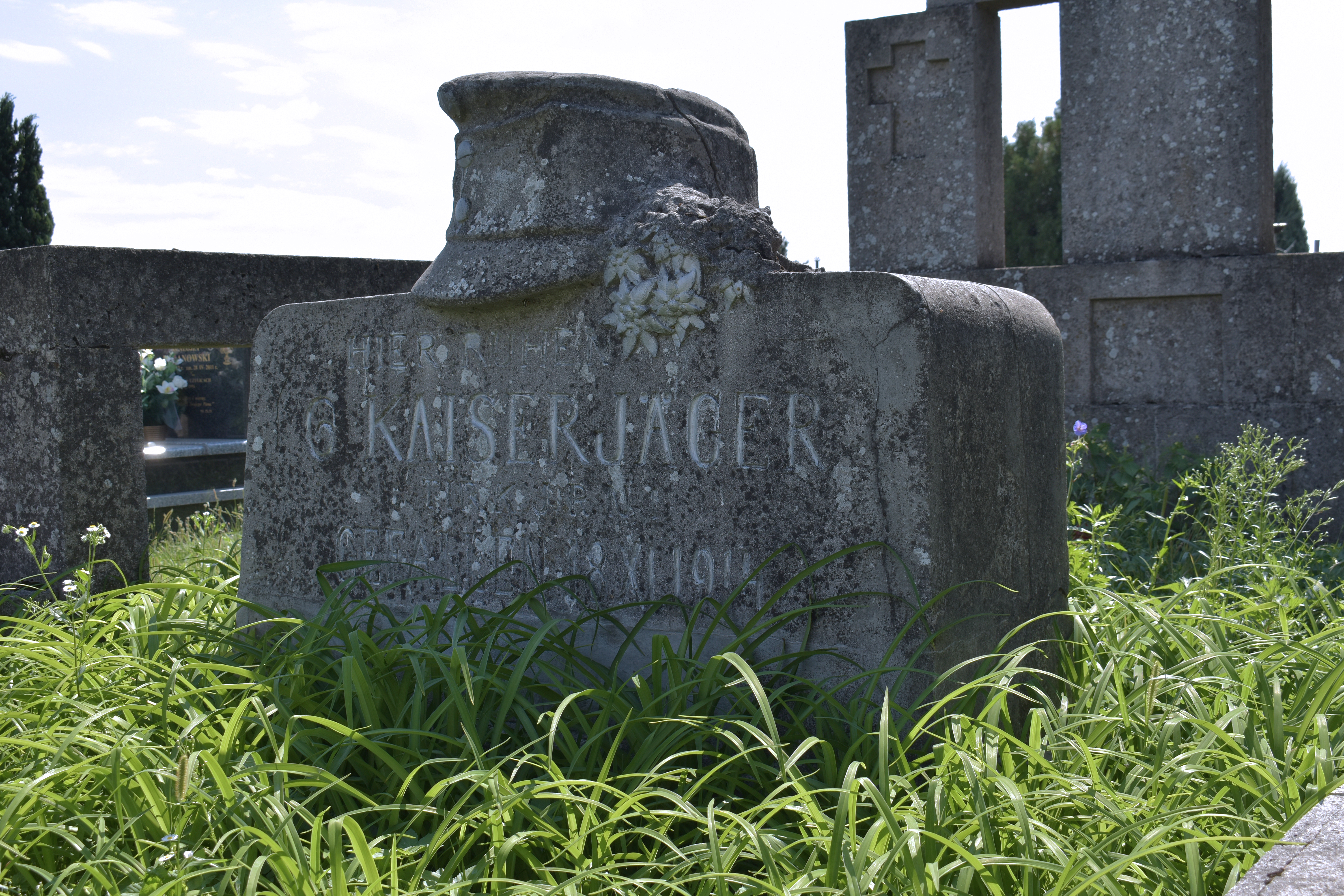
Szarotki i żołnierska czapka.